# Saison 7 de Rizzoli and Isles
Chronologie
Saison 6
Cet article présente le guide des épisodes de la septième et dernière saison de la série télévisée américaine Rizzoli and Isles.

## Distribution de la saison

### Acteurs principaux
- Angie Harmon (VF : Juliette Degenne) : Détective  Jane Rizzoli
- Sasha Alexander (VF : Ariane Deviègue) : Dr Maura Isles
- Jordan Bridges (VF : Fabrice Fara) : Détective Francesco « Frankie » Rizzoli Junior
- Bruce McGill (VF : Vincent Grass) : Sergent Détective  Vince Korsak
- Lorraine Bracco (VF : Maïk Darah) : Angela Rizzoli
- Idara Victor : Technicienne informatique & analyste de scène de crime Nina Holiday
- Adam Sinclair (en) : Kent Drake, assistant

### Acteurs récurrents et invités
- Yvette Nicole Brown : U.S. Postal Inspector CJ Prescott[1] (épisode 4)
- Sharon Gless[2] : détenue voleuse de bijoux (épisode 8)
- Mark Deklin  : Cameron Davies
- Tess Gerritsen : apparaît dans son propre rôle d'auteur de romans policiers en fin d'épisode  (épisode 6)

## Épisodes

### Épisode 1:Rancune meurtrière
- États-Unis : 6 juin 2016
- Québec : 7 juin 2017 sur Séries+
- Suisse : 18 juin 2017 sur RTS Un
- France : 12 février 2018 sur France 2

- États-Unis : 3,913 millions de téléspectateurs[3]
- France : 3,25 millions de téléspectateurs

### Épisode 2:Virage dangereux
- États-Unis : 6 juin 2016
- Québec : 14 juin 2017 sur Séries+
- Suisse : 18 juin 2017 sur RTS Un
- France : 12 février 2018 sur France 2

- États-Unis : 3,577 millions de téléspectateurs[3]
- France : 3,12 millions de téléspectateurs

### Épisode 3:Policiers contre Zombies
- États-Unis : 13 juin 2016
- Québec : 21 juin 2017 sur Séries+
- Suisse : 25 juin 2017 sur RTS Un
- France : 19 février 2018 sur France 2

- États-Unis : 4,001 millions de téléspectateurs[4]
- France : 3,46 millions de téléspectateurs

### Épisode 4:Poste mortelle
- États-Unis : 20 juin 2016
- Suisse : 25 juin 2017 sur RTS Un
- Québec : 28 juin 2017 sur Séries+
- France : 19 février 2018 sur France 2

- États-Unis : 4,129 millions de téléspectateurs[5]
- France : 3,24 millions de téléspectateurs

### Épisode 5:L'Ombre d'un doute
- États-Unis : 27 juin 2016
- Suisse : 2 juillet 2017 sur RTS Un
- France : 26 février 2018 sur France 2

- États-Unis : 2,377 millions de téléspectateurs[6]
- France : 3,82 millions de téléspectateurs

Jane travaille sur le cas d'une avocate influente trouvée morte au bas de ses escaliers.
Maura se rapproche de Hope sa mère alors qu'elle se remet d'une intervention chirurgicale après son traumatisme crânien.

### Épisode 6:Esprit, es-tu là?
- États-Unis : 11 juillet 2016
- Suisse : 2 juillet 2017 sur RTS Un
- France : 5 mars 2018 sur France 2

- États-Unis : 4,136 millions de téléspectateurs[7]
- France : 3,8 millions de téléspectateurs

L'auteur Tess Gerritsen apparaît en fin d'épisode dans son propre rôle d'auteur de romans policiers.

### Épisode 7:Poids mort
- États-Unis : 18 juillet 2016
- Suisse : 9 juillet 2017 sur RTS Un
- France : 12 mars 2018 sur France 2

- États-Unis : 4,052 millions de téléspectateurs[8]
- France : 3,59 millions de téléspectateurs

### Épisode 8:Motards et mitard
- États-Unis : 25 juillet 2016
- Suisse : 9 juillet 2017 sur RTS Un
- France : 19 mars 2018 sur France 2

- États-Unis : 3,869 millions de téléspectateurs[10]
- France : 3,58 millions de téléspectateurs

### Épisode 9:65 heures
- États-Unis : 1er août 2016
- Suisse : 16 juillet 2017 sur RTS Un
- France : 7 mai 2018 sur France 2

- États-Unis : 4,087 millions de téléspectateurs[11]
- France : 3,46 millions de téléspectateurs

### Épisode 10:Pour le meilleur et pour le pire
- États-Unis : 15 août 2016
- Suisse : 16 juillet 2017 sur RTS Un
- France : 7 mai 2018 sur France 2

- États-Unis : 3,867 millions de téléspectateurs[13]
- France : 3,55 millions de téléspectateurs

### Épisode 11:Comme une tombe
- États-Unis : 22 août 2016
- Suisse : 23 juillet 2017 sur RTS Un
- France : 14 mai 2018 sur France 2

- États-Unis : 4,746 millions de téléspectateurs[14]
- France : 3,31 millions de téléspectateurs

Des petits-enfants enterrent leur grand-mère, le cercueil très lourd, tombe sur le sol, s'ouvre et le corps d'un homme apparait en même temps que celui de la vieille dame.

### Épisode 12:Hier, aujourd'hui, demain
- États-Unis : 29 août 2016
- Suisse : 23 juillet 2017 sur RTS Un
- France : 14 mai 2018 sur France 2

- États-Unis : 4,829 millions de téléspectateurs[15]
- France : 3,22 millions de téléspectateurs

### Épisode 13:Fin de service
- États-Unis : 5 septembre 2016
- Suisse : 23 juillet 2017 sur RTS Un
- France : 21 mai 2018 sur France 2

- États-Unis : 5,256 millions de téléspectateurs[16]
- France : 3,51 millions de téléspectateurs